# Check Your Head
Albums de Beastie Boys
Paul's Boutique
(1989) Some Old Bullshit
(1994)
Singles
1. Pass the Mic
Sortie : 7 avril 1992
2. So What'cha Want
Sortie : 2 juin 1992
3. Jimmy James
Sortie : 28 août 1992
4. Gratitude
Sortie : 4 octobre 1992
5. Professor Booty
Sortie : 15 décembre 1992

Check Your Head est le troisième album studio des Beastie Boys, sorti le 21 avril 1992.
Dans cet opus, les Beastie Boys sont revenus à leurs racines punk rock, jouant de leurs propres instruments pour la première fois depuis leurs premiers EPs. La pochette du disque représente d'ailleurs les membres du groupe avec les étuis de leurs instruments.
Check Your Head est le premier album des Beastie Boys à être entièrement coproduit par Mario Caldato Jr.. Il marque également la première apparition de leur collaborateur de longue date, le claviériste Money Mark.

## Réception
L'album s'est classé 10e au Billboard 200 et 37e au Top R&B/Hip-Hop Albums et a été certifié double disque de platine par la Recording Industry Association of America (RIAA) le 24 janvier 1998.
Le magazine Spin l'a classé 12e des « 90 meilleurs albums des années 90 » et 4e des « 20 meilleurs albums de l'année 1992 ». The Village Voice l'a classé à la 5e place des « meilleurs albums de 1992 » et Pitchfork 34e de son « Top 100 des années 90 ».

## Liste des titres
| No  | Titre                                       | Contient un (des) sample(s) de | Durée |
| --- | ------------------------------------------- | --- | ----- |
| 1.  | Jimmy James                                 | Happy Birthday de Jimi Hendrix et Curtis Knight Foxy Lady de Jimi Hendrix I'm Chief Kamanawanalea (We're the Royal Macadamia Nuts) des Turtles Voodoo Child (Slight Return) de Jimi Hendrix EXP de Jimi Hendrix Third Stone from the Sun de Jimi Hendrix Beat Bop de Rammelzee et K-Rob Are You Experienced? de Jimi Hendrix Still Raining, Still Dreaming de Jimi Hendrix Rockin' It des Fearless Four Fresh Is the Word de Mantronix featuring MC Tee | 3:14  |
| 2.  | Funky Boss                                  | Funky Worm des Ohio Players Under Mi Sensi de Barrington Levy Solomon a Gunday de Big Youth Acid de Richard Pryor Showdown de Thin Lizzy Return of Django des Upsetters | 1:35  |
| 3.  | Pass the Mic                                | Big Sur Suite de Johnny Hammond Choir de James Newton Big Takeover des Bad Brains The Black Prince Has Arrived de Jimmie Walker So Wat Cha Sayin' d'EPMD | 4:17  |
| 4.  | Gratitude                                   | | 2:45  |
| 5.  | Lighten Up                                  | | 2:41  |
| 6.  | Finger Lickin' Good                         | Just Like Tom Thumb's Blues de Bob Dylan Aquarius/Let the Sunshine In de The 5th Dimension Breakout de Johnny Hammond Freaks for the Festival de Roland Kirk Rocket in the Pocket (Live) de Cerrone | 3:39  |
| 7.  | So What'cha Want                            | I've Been Watching You du Southside Movement Just Rhymin' With Biz de Big Daddy Kane featuring Biz Markie | 3:37  |
| 8.  | The Biz vs. The Nuge (featuring Biz Markie) | Home Bound de Ted Nugent | 0:33  |
| 9.  | Time for Livin'                             | Time for Livin' de Sly & the Family Stone | 1:48  |
| 10. | Something's Got to Give                     | | 3:28  |
| 11. | The Blue Nun                                | Hector des Village Callers On Wine: How to Select & Serve de Peter M. F. Sichel | 0:32  |
| 12. | Stand Together                              | Back Door de Back Door Be Black Baby de Grady Tate Kissing My Love de Cold Blood | 2:47  |
| 13. | POW                                         | | 2:13  |
| 14. | The Maestro                                 | Don't Bug Me de Cheech & Chong Kojak de Lee Scratch Perry & The Upsetters Medley - Sock It to Me/It's Your Thing de The Eleventh Hour Supertouch/Shitfit des Bad Brains | 2:52  |
| 15. | Groove Holmes                               | | 2:33  |
| 16. | Live at P.J.'s                              | Gettin' High de Richard Pryor Change the Beat (Female Version) de Beside | 3:18  |
| 17. | Mark on the Bus                             | Live Part One de Venom Mr. Roberts #1 de National Lampoon | 1:05  |
| 18. | Professor Booty                             | I'm Gonna Love You Just a Little More Babe de Jimmy Smith Give It Up de Kool & The Gang Let Your Lovelight Shine de Buddy Miles Loose Booty de Willie Henderson The Easiest Way to Fall de Freda Payne | 4:13  |
| 19. | In 3's                                      | | 2:23  |
| 20. | Namasté                                     | | 4:01  |

| 21. | Dub the Mic (Instrumental)                    | Richie Dagger's Crime des Germs | 4:30 |
| 22. | Drunken Praying Mantis Style                  |                                 | 2:40 |
| 23. | Skills to Pay the Bills (Pass the Mic, Pt. 2) | Train de Buddy Miles            | 4:25 |
| 24. | Netty's Girl                                  |                                 | 3:24 |

| 1.  | Dub the Mic (Instrumental)                                 |                                                                                             | 4:30 |
| 2.  | Pass the Mic (Pt. 2, Skills to Pay the Bills)              | I Wanna Know if It's Good to You de Funkadelic I Walk on Gilded Splinters de Johnny Jenkins | 4:25 |
| 3.  | Drunken Praying Mantis Style                               |                                                                                             | 2:40 |
| 4.  | Netty's Girl                                               |                                                                                             | 3:24 |
| 5.  | The Skills to Pay the Bills (Original Version)             |                                                                                             | 3:16 |
| 6.  | So What'cha Want (Soul Assassins Remix Version)            |                                                                                             | 4:08 |
| 7.  | So What'cha Want (Butt Naked Version)                      | Don't Change Your Love des Five Stairsteps                                                  | 3:29 |
| 8.  | Groove Holmes (Live vs The Biz)                            |                                                                                             | 6:13 |
| 9.  | So What'cha Want (All the Way Live Freestyle Version)      | Gangster of Hip Hop de Just-Ice et Human DMX                                                | 3:39 |
| 10. | Stand Together (Live at French's Tavern, Sydney Australia) |                                                                                             | 2:32 |
| 11. | Finger Lickin' Good (Government Cheese Remix)              |                                                                                             | 4:15 |
| 12. | Gratitude (Live at Budokan 16/9/92)                        |                                                                                             | 4:28 |
| 13. | Honky Rink                                                 |                                                                                             | 2:13 |
| 14. | Jimmy James (Original Original Version)                    | Surrender (Live) de Cheap Trick                                                             | 3:44 |
| 15. | Boomin' Granny                                             |                                                                                             | 2:18 |
| 16. | Drinkin' Wine                                              |                                                                                             | 4:42 |